# Шер-Йоль
Шер-Йоль або Шер'є́ль, верхня течія — Лівий Шер'є́ль (рос. Шер-Ёль, Шеръель, Левый Шеръель) — річка в Республіці Комі, Росія, права притока річки Вуктил, правої притоки річки Печора. Протікає територією Вуктильського міського округу.
У верхній течії річка іноді називається Лівий Шер'єль і є лівою твірною річки Шер-Йоль (при цьому права твірна називається Правий Шер'єль). Річка протікає на північний захід та захід.
Притоки:
- права — Правий Шер'єль